# Escut d'Os de Balaguer

Escut oficial d'Os de Balaguer

L'escut oficial d'Os de Balaguer té el següent blasonament:
Escut caironat: d'or, un xiprer de sinople amb un os d'argent en faixa travessat al tronc. Per timbre una corona mural de vila.

## Història
Va ser aprovat el 9 de desembre de 1991.
L'os és el senyal parlant relatiu al nom de la població. L'arbre és el senyal tradicional de l'escut de la vila, i probablement deriva de les armes parlants dels Siscar, senyors del castell d'Os des de 1553 fins avui dia: les armories dels Siscar, en efecte, tenen un siscall (arbust de nom científic Salsola vermiculata) de sinople sobre camper d'or.